# Partidul Popular Creștin Democrat (Republica Moldova)
Partidul Popular Creștin Democrat este un partid politic de dreapta din Republica Moldova.

## Istoric

### Mișcărea Democratică pentru Susținerea Restructurării
Partidul Popular Creștin Democrat este succesorul de drept al Mișcării Democratice pentru Susținerea Restructurării (3 iunie 1988—20 mai 1989), Frontului Popular din Moldova (20 mai 1989—15 februarie 1992) și Frontului Popular Creștin Democrat (15 februarie 1992—11 decembrie 1999).  
La 3 iunie 1988, în Sala Mare a Uniunii Scriitorilor din Chișinău, în cadrul unei adunări a intelectualității, se constituie Grupul de Inițiativă al Mișcării Democratice pentru Susținerea Restructurării. Obiectivele mișcării erau: renașterea și fortificarea societății civile moldovenești, organizarea mitingurilor și demonstrațiilor de protest contra cenzurii de stat dirijate de nomenclatura comunistă, lichidarea sistemului administrativ de comandă, descentralizarea economiei, promovarea culturii naționale (organizarea cenaclurilor muzical-literale, tiparirea in varianta „samizdat” și distribuirea a operelor scriitorilor clasici: Mihai Eminescu, Alexei Mateevici, George Coșbuc ș.a., interzise de dictatura comunistă). Lozincile perioadei erau: «Jos Mafia!», «Jos Grosu!», «Jos Cenzura!», «Libertate!». În această perioadă Mișcarea Democratică este singura organizație care se confruntă deschis cu nomenclatura Partidului Comunist al RSSM, reușind să promoveze în Sovietul Suprem al URSS (martie, 1989) o serie de personalități cu vederi nationale și democratice (Leonida Lari, Dumitru Matcovschi, Ion Ungureanu ș.a.)

### Frontul Popular din Moldova

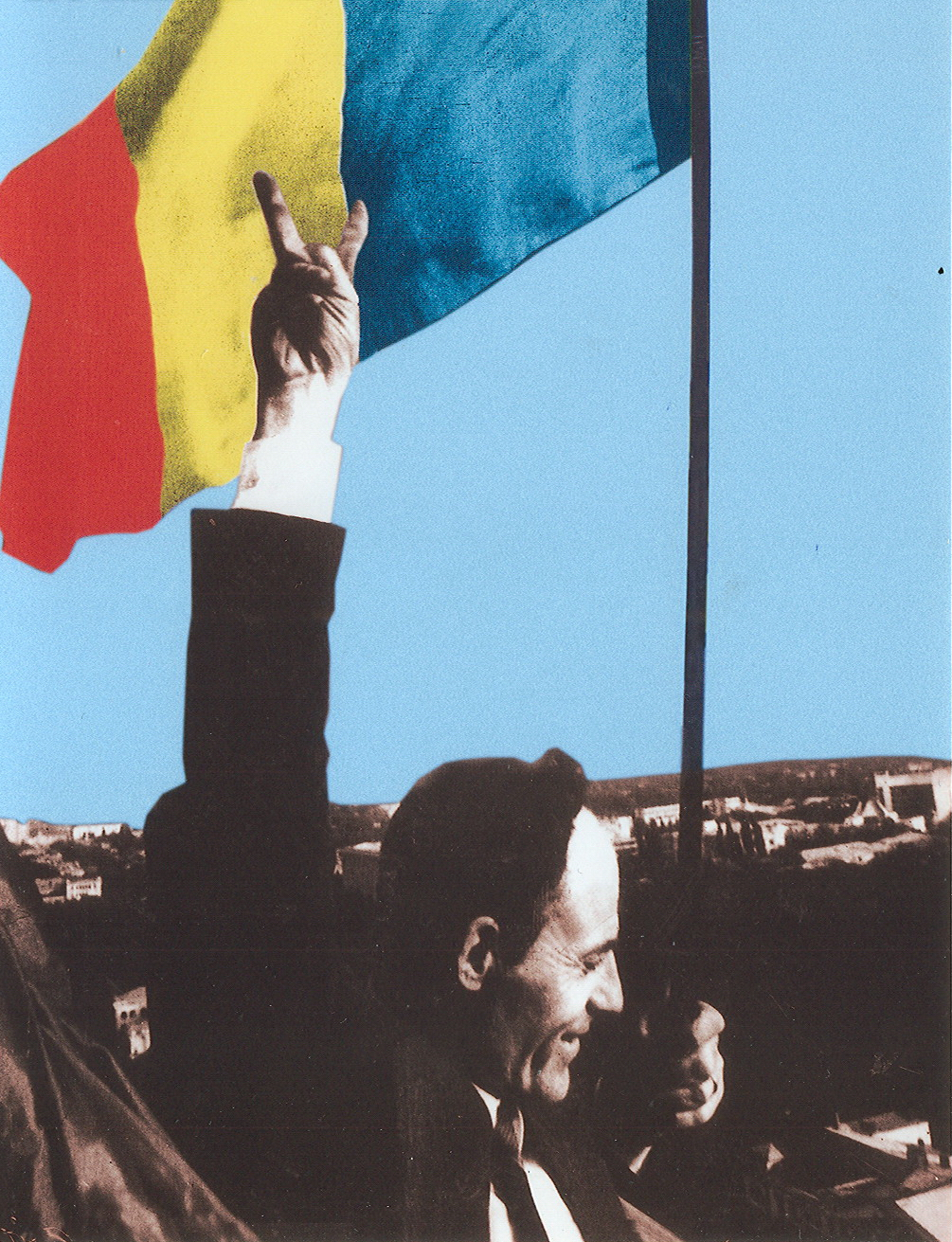
Gheorghe Ghimpu (unul din liderii ai Frontului Popular) arborează Tricolorul pe clădirea Parlamentului

La 20 mai 1989 Grupul de Inițiativă convoacă la Chișinău in Sala Mare a Uniunii Scriitorilor congresul de constituire a Frontului Popular din Moldova la care participa delegați din 30 de raioane și orase ale Republicii Moldova, reprezentanți ai unor societăți culturale și cenacluri. În baza Mișcării Democratice, Congresul decide sa creeze Frontul Popular din Moldova (FPM). Raportul politic a fost prezentat de doctorul în istorie Alexandru Moșanu.  Congresul a ales organele de conducere și a adoptat Programul, Statutul si o serie de rezoluții, a hotărât editarea buletinului informativ «Deșteptarea»/«Țara» (redactor-sef Ștefan Secăreanu). Președinte al FPM a fost ales Ion Hadârcă, iar din Consiliu făceau parte personalități ale vieții publice: Gr.Vieru, D.Matcovschi, L.Lari, M.Cimpoi, N.Dabija, V.Matei, V.Beșleagă, Gh.Ghimpu, M.Ghimpu, A.Șalaru ș.a.
În perioada 1989—1992, datorită organizării a unor acțiuni de protest de amploare de catre FPM, principală revendicare a cărora era revenirea la simbolistica națională, au fost obținute următoarele realizări politice:
- 31 august 1989 — acordarea limbii române statutul de limba de stat al Republicii Moldova și trecerea ei la Grafie Latină.
- 27 aprilie 1990 — tricolorul românesc devine drapel de stat al republicii.
- 23 iunie 1990 —  adoptarea «Declarației cu privire la suveranitatea R.S.S. Moldovenești»
- 3 noiembrie 1990 — a fost adoptată stema de stat a Republicii Moldova.

FPM era singură formațiune care s-a confruntat în campania electorală din 25 februarie—10 martie 1990) cu exponenții Partidului Comunist, reușind să obtină o treime de mandate în legislativul — Sovietul Suprem al RSSM de legislatura a XII-a (de la 26 aprilie 1990 Parlamentul Republicii Moldova) și împreună cu comuniștii moderați, în principal cei din zonele rurale, FPM deținea majoritatea.
La 30 iunie—1 iulie 1990 s-a desfășorat cel de-al II-lea Congres al FPM care a adoptat un program anticomunist și antisovietic, militînd pentru: scoaterea Partidului Comunist în afara legii, retragerea trupelor sovietice de ocupație și desființarea KGB-ului, proclamarea independenței Republicii Moldova fața de URSS, admiterea ei în cadrul structurilor ONU și în alte organisme internaționale, ieșirea Bisericii Naționale de sub tutela Patriarhiei Ruse, repunerea în drepturi a etnonimului «popor român» și a glotonimului «limba româna». Printr-o prevedere statutară, Congresul interzice aderarea membrilor Partidului Comunist la Frontul Popular. Congresul a reales pe Ion Hadârcă in funcția de presedinte al FPCD.
Victoria principală pe care a obținut-o Frontul Popular în perioada anilor 1990—1991 este independența statală a Republicii Moldova. În scopul unirii forțelor democratice care militau pentru obținerea independenței, Frontul Popular din Moldova a constituit la 16 decembrie 1990 Alianța Națională pentru Independență «16 Decembrie», președinte Valeriu Matei. În ziua de 27 august 1991 la Chișinău la inițiativă Alianței Naționale «16 decembrie» a fost convocata Marea Adunare Națională. În Proclamația adoptată s-a cerut declararea independenței față de imperiul sovietic și dreptul de reunire cu România. Printre cele 14 cerinte adresate erau:
- Cu privire la Imnul de Stat «Deșteaptă-te, române».
- Cu privire la neparticiparea Republicii Moldova la elaborarea oricărui tratat asupra Uniunii Sovietice.
- Cu privire la formarea Gărzii Naționale.
- Cu privire la trecerea frontierei de pe Prut a URSS în subordinea Moldovei.
- Cu privire la retragerea trupelor sovietice de pe teritoriul republicii, ș.a.

În aceeași zi de 27 august 1991 a fost convocata ședința extraordinară a Parlamentului care a adoptat cu majoritate absolută de voturi (peste 2/3 din deputați) Declarația de Independență a Republicii Moldova.

### Frontul Popular Creștin Democrat
La 15—16 februarie 1992 la Opera Națională din Chișinău a avut loc cel de-al III-lea congres al Frontului Popular. Congresul a adoptat Statutul, Programul și o serie de rezoluții. Programul adoptat s-a bazat pe ideea unionistă concepută ca un proces de integrare culturală, spirituală, economică, politică și socială cu România. Congresul III al FPM definește caracterul doctrinar al partidului, optînd pentru principiile fundamentale ale democrației creștine. Ca urmare, Frontul Popular din Moldova își modifică titulatură, devenind Frontul Popular Creștin Democrat. În calitate de președinte al FPCD este ales Mircea Druc, în funcția de prim-vicepreședinte și președinte executiv — Iurie Roșca. Ștefan Secăreanu este reconfirmat în funcția de redactor-șef al publicației FPCD «Țara». 
La 27 octombrie 1993 s-a constituit Blocul electoral Alianța Frontului Popular Creștin Democrat (BeAFPCD) din care au făcut parte: Frontul Popular Creștin Democrat, Mișcarea Voluntarilor din Republica Moldova și Organizația Tineretului Creștin-Democrat. BeAFPCD a participat la alegerile parlamentare din 27 februarie 1994, obținînd 9 mandate (din 101) în Parlamentul Republicii Moldova de legislatura a XIII-a.
Componenta: 
La 24 aprilie 1994 la Opera Națională din Chișinău și-a ținut lucrarile cel de-al IV-lea congres al FPCD. Congresul a adoptat ca simbol al FPCD imaginea proiectată într-un cerc al Sfântului Ștefan cel Mare care inalta în semn de binecuvântare Sfânta Cruce. În funcția de președinte al FPCD a fost ales Iurie Roșca.
Pe data de 27 martie 1995 în cadrul FPCD a fost constituită Organizația de Tineret a FPCD «Noua Generație». Primul președinte a OT «Noua Generație» a FPCD a devenit Ana Bujniță, studentă la facultatea de Istorie a Universității de Stat din Moldova. Pe parcursul evoluției sale «Noua Generație» a avut următorii președinți: Adrian Pancu (1996), Diana Popa (1997), Viorel Buzdugan (1998), Bogdan Ciobotaru (2002), Daniel Dohot (2003), Victoria Cușnir (2005).
La 18 februarie 1996 Frontul Popular Creștin Democrat a convocat  Adunarea reprezentanților proprietărilor de pamânt și ai țăranilor neîmproprietăriți. Delegatii forului au constituit organizația nonguvernamentală Cartelul Țărănesc «Sfântul Gheorghe». Congresul cartelului a adoptat un program de decolectivizare a agriculturii în Republica Moldova. În funcția de președinte al Cartelului a fost ales Valentin Dolganiuc. Ulterior aceasta funcție este deținută de către Marin Beleută (1999), Iacob Alexa (2006).
La 9 iunie 1996 la Palatul Național și-a ținut lucrarile Congresul al V-lea al Frontului Popular Creștin Democrat. La Congres au participat 1109 delegați din toate 38 de filiale ale partidului. Congresul a adoptat o serie de rezoluții prin care optează pentru: demisia Guvernului Sangheli, inlaturarea obstacolelor din calea reformelor agrare si deblocarea procesului de atribuire a cotelor valorice; eliberarea neîntărziată a deținuților politici de la Tiraspol; admiterea în legalitate a Mitropoliei Basarabiei, integrarea plenară a Republicii Moldova în structurile europene si euro-atlantice; întroducerea religiei în școală. Congresul a reales pe Iurie Roșca în funcția de președinte al FPCD. 
La 19 iunie 1997 în cadrul unei reuniuni a partidelor de orientare democratică este lansată Declarația de constituire a Convenției Democrate din Moldova (CDM), semnată de Iurie Roșca, președinte FPCD și Mircea Snegur, președinte PRCM (Partidul Renașterii și Concilierii din Moldova). La CDM s-au alăturat Partidul Ecologist «Alianța Verde» din Moldova, Liga Democrat-Creștină a Femeilor din Moldova și Partidul Țărănesc Creștin Democrat din Moldova. La alegerile parlamentare din 22 martie 1998 Blocul Electoral «Convenția Democrată din Moldova» a câștigat 26 mandate în Parlament, din care 8 l-au revenit Frontului Popular Creștin Democrat. FPCD participă la crearea coaliției democratice «Alianța pentru Democrație și Reforme». În decembrie 1999 Partidul Popular Creștin Democrat părăsește ADR și votează împreună cu comuniștii și cu unii deputați independenți pentru demisia Guvernului Ion Sturza și instalarea Guvernului Braghiș. 

### Partidul Popular Creștin Democrat
La 11 decembrie 1999, la Palatul Național s-a desfășorat Congresul al VI-lea al Frontului Popular Creștin Democrat. Ca urmare a aderării formațiunii la Internaționala Democrat Creștină și Populară, delegații Congresului au adoptat un șir de rezoluții. Denumirea formațiunii s-a schimbat în Partidul Popular Creștin Democrat (PPCD). Cu majoritatea de voturi este adoptat Programul PPCD, structurat în 6 capitole: Creștinism și Democrație; Dezvoltarea liberă a Personalității; Spre o Economie de Piață, Socială și Durabilă; Pentru un Stat Liber și Funcțional; Libertate și Pace în Lume; Dreptul la Viață și la un Mediu Curat, — și tradus în 4 limbi (ucraineană, rusă, gagauză și bulgară). În funcția de Președinte a PPCD a fost ales Iurie Roșca.        
La 29 octombrie 2000, în incinta Teatrului Național «Mihai Eminescu» a avut loc Conferința Naționala a Profesorilor Creștin-Democrați, cu genericul «Educația — prioritate națională». Delegații conferinței au decis crearea Organizației Profesorilor Creștin-Democrați (OPCD) ca structura autonomă în cadrul PPCD. În functia de președinte a OPCD a fost ales Mircea Ciobanu, director editorial la editura „Stiință”.  Ulterior, la 14 septembrie 2004 a fost convocata a II-a Conferința Naționala a OPCD, desfășorat sub genericul «Învățământ național, valori europene». În functia de președinte a fost aleasa Eugenia Stârcea, specialist principal al Direcției Generale Educație, Stiință, Tineret și Sport al mun. Chișinău.
La 12 noiembrie 2000, la Teatrului Național «Mihai Eminescu» s-a constituit Organizația Medicilor și Farmaciștilor Creștin-Democrați (OMFCD), în fruntea căreia a fost ales Sergiu Mucută. Cea de a II-a Conferința Naționala a OMFCD s-a desfășorat la 28 martie 2004, în calitate de președinte a OMFCD a fost ales Viorel Prisăcaru, doctor habilitat în medicină, profesor universitar, prorector al Universitatii de Medicină și Farmacie «Nicolae Testemitanu». 
La 26 noiembrie 2000, la Teatrul Național «Mihai Eminescu» s-a desfășorat Conferința Naționala a Femeilor Creștin-Democrate, avînd drept generic «Credință, Speranță, Iubire». Cele 550 de delegate ale conferinței au decis constituirea Societății Doamnelor Creștin-Democrate (SDCD), în fruntea căreia a fost aleasa Maria Sarabas, artistă emerită. Ulterior, la 29 februarie 2004 sub genericul «Femeile pentru Democrație» s-a desfașorat cea de a II-a Conferința Națională a SDCD. Cele 1500 de delegate au ales în calitate de președinte pe Adriana Chiriac, consilier municipal PPCD, Chișinău.
Pe data de 20 mai 2001, la Palatul Național, sub genericul «PPCD — Calea spre guvernare, calea spre Europa» s-a desfășorat Congresul al VII-lea al Partidului Popular Creștin Democrat. Delegații congresului au adoptat Strategia generala a PPCD pe termen mediu (fortificarea și modernizarea structurilor partidului), modificări la statutul partidului, precum și un șir de rezoluții: «Cu privire la deținuții politici de la Tiraspol», «Cu privire la pericolele de suprimare a libertății presei în Republica Moldova». În calitate de președinte al PPCD a fost reales Iurie Roșca.

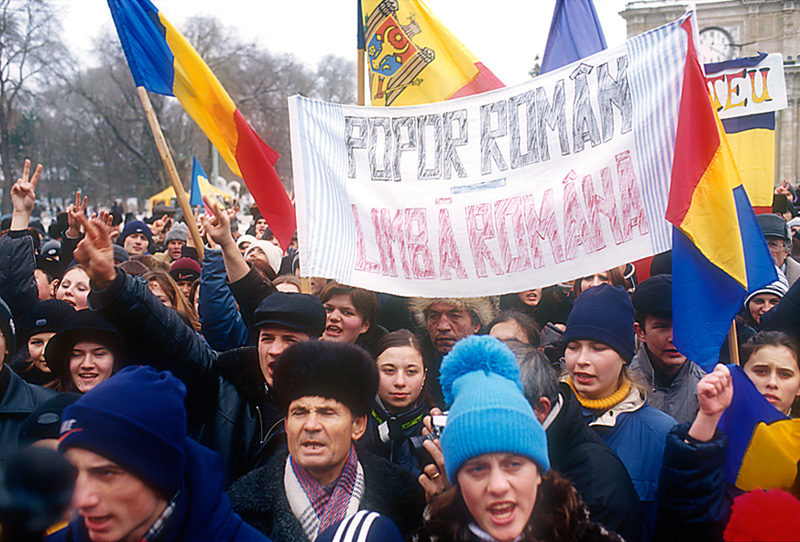
Acțiunile de protest ale PPCD-ului (februarie 2002)

De la 9 ianuarie până la 29 aprilie 2002 în Piața Marii Adunări Naționale din Chișinău Partidul Popular Creștin Democrat a organizat manifestații de protest anticomuniste non-stop și a instalat un orășel din corturi, numindu-l Orașul Libertății. Motivul declansării protestelor a fost Ordinul ministrului învațământului Ilie Vancea de a introduce limba rusă ca obiect de studiu obligatoriu în scolile naționale din clasa II-a. La fel, motivul organizării protestelor a fost încercarea guvernarii comuniste să inlocuiască Istoria Românilor cu Istoria Moldovei, precum si inițiativa legislativă a deputaților comuniști de a conferi limbii ruse statut de limba oficială în Republica Moldova. Cel mai memorabil moment al acelei perioade este dispariția, în timpul protestelor, a vicepreședintelui PPCD, Vlad Cubreacov , timp de circa două luni  Sloganul politic principal al protestatarilor: «Jos comuniștii!», «Noua Generație — Salvatoarea Nației!».
La 21 decembrie 2002, la Chișinău, la Palatul de Cultură a Sindicatelor a avut loc «Adunarea pentru inițierea referendumului republican consultativ privind aderarea Republicii Moldova la Uniunea Europeană și Organizația Tratatului Atlanticului de Nord (NATO)», reuniune republicană organizată de PPCD. Participanții la intrunire au adoptat o hotărâre cu privire la oportunitatea efectuării unui referendum republican consultativ privind aderarea Republicii Moldova la UE și NATO, creînd un Grup de Inițiativă pentru organizarea referendumului constituit din 1290 de persoane. Ca urmare a refuzului Comisiei Electorale Centrale  privind înregistrarea Grupului de Inițiativă pentru organizarea referendumului republican consultativ pentru aderarea Republicii Moldova la NATO și UE, Iurie Roșca, președintele PPCD a adresat un Apel de Solidaritate către toate forțele politice democratice să-și conjuce efortul pentru reorientarea țării pe cursul european. În perioada 19 ianuarie—23 februarie 2003, în Piața Marii Adunări Naționale PPCD a organizat ample proteste fața de acțiunile ale guvernării sub lozincile: «Vrem în Europa!», «Vrem în NATO!».

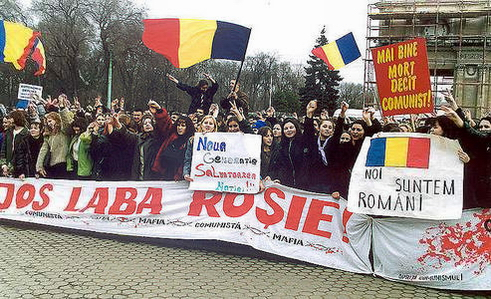
Proteste ca urmare a publicării planului Kozak (2003)

La 24 noiembrie 2003, la initiativa fracțiunii parlamentare a PPCD a fost constituit Comitetul pentru Apărarea Independenței și a Constituției Republicii Moldova. Comitetul constituit din reprezentanții partidelor politice de orientare democratică (Partidul Popular Creștin Democrat, Alianța «Moldova Noastră», Partidul Social Democrat din Moldova, Partidul Social-Liberal, Partidul Reformei, Partidul Ecologist “Alianța Verde” din Moldova, Partidul Democrat din Moldova, Uniunea Centristă din Moldova, Partidul Național Român) și societății civile a propus soluții de rezolvare conflictului transnistrean în conformitate cu prevederile Constituției în vigoare și normele de drept internațional. După protestele masive în fața Presedinției Republicii Moldova, organizate de Comitetul pentru Apărarea Independenței și a Constituției, planul de federalizare a Republicii Moldova (Memorandumul Kozak) nu a fost semnat de guvernarea comunistă.
La alegerile parlamentare din 6 martie 2005: 141341 voturi (9.07%) Partidul Popular Creștin Democrat a obținut 11 mandate de deputat în Parlamentul Republicii Moldova. Cele mai bune rezultate partidul a avut în Chișinău (14,86%) și raionul Cahul (14,60%), iar cele mai proaste în Găgăuzia (0.81%) și raionul Taraclia (2,28%). Pe 4 aprilie 2005, cei 11 deputați a Partidului Popular Creștin Democrat, împreună cu deputații comuniști, democrați și social-liberali, au votat pentru realegerea lui Vladimir Voronin în funcție de Președinte al Republicii Moldova. Ulterior, Iurie Roșca a fost ales în funcția de vicepreședinte al Parlamentului.
La alegerile locale din 2007, PPCD a avut cele mai bune rezultate în raionul Ștefan Vodă (20.85%) și raionul Telenești (15,16%), cele mai proaste în raionul Taraclia (2.40%), iar în Găgăuzia nu a înaintat candidati pentru functii de consilieri locali.
La 25 noiembrie 2007, în incinta Palatului Național din Chișinău și-a ținut lucrările Congresul al IX-lea al Partidului Popular Creștin Democrat. La Congres au participat 2502 delegați din toate filialele raionale și municipale, inclusiv din UTA Găgăuzia și Transnistria, precum și 125 de invitați. Congresul a votat modificări la Statutul PPCD și un șir de Rezoluții în probleme ce vizează dezvoltarea strategică a Republicii Moldova. Congresul a votat-o în unanimitate pentru candidatura lui Iurie Roșca în funcția de Președinte al PPCD. Vicepreședinți ai PPCD au fost realeși Vlad Cubreacov și Ștefan Secăreanu, secretar general al PPCD a fost aleasă Adriana Chiriac. De asemenea, congresul a ales componența Consiliului Național și Comisiei de Cenzori. 
La 1 iunie 2008, s-a desfășurat al X-lea Congres al Partidului Popular Creștin Democrat, care a fost unul festiv, marcându-se 20 de ani de la înființarea PPCD. În cadrul congresului, a fost adoptată o proclamație — “Calea de la imperiul sovietic la independență, NATO și Uniunea Europeană”. La congres au participat peste 2400 de delegați și peste 150 de invitați.
Cel de-al XI-lea Congres al Partidului Popular Creștin Democrat a avut loc pe 23 noiembrie 2008, în cadrul caruia a fost stabilita strategia partidului la viitoarele alegeri parlamentare. Congresul a adoptat Manifestul «Republica Moldova — o țară de succes!».  La congres s-au întrunit peste 2000 de delegați  din toate raioanele Republicii Moldova.
La alegerile parlamentare din 5 aprilie 2009 Partidului Popular Creștin Democrat a obținut 46654 de voturi (3.04%) și pentru prima dată în istoria sa nu a depășit pragul electoral. PPCD a avut cele mai bune rezultate în Raionul Ștefan Vodă (12.70%) și raionul Căușeni (6.27%), iar cele mai proaste în Găgăuzia (0.66%) și raionul Taraclia (1.22%). După eșecul electoral, liderul PPCD, Iurie Roșca, a fost numit în funcția de vicepremier-minisru, responsabil de activitatea organelor de forță în guvernul Zinaida Greceanîi (II)
La alegerile anticipate din 29 iulie 2009 PPCD a format lista sa electorală numai din reprezentanții Organizației de tineret a PPCD «Noua Generație», iar în prim plan a fost scoasă o echipă din 7 tineri, pe care creștin-democrații i-au numit „cei 7 magnifici”. Partidul din nou nu a trecut pragul electoral. Cele mai bune rezultate PPCD a avut în Raionul Ștefan Vodă (8.53%) și raionul Șoldănești (4.15%), iar cele mai proaste în Găgăuzia (0.69%) și raionul Taraclia (0.78%).
La alegerile parlamentare din 28 noiembrie 2010 creștin-democrații iarăși nu a trecut pragul electoral, obținând un rezultat modest (0.53%)
Congresul XIII al PPCD, întrunit la 20 februarie 2011 la Chișinău, l-a ales în funcția de președinte al Partidului Popular Creștin Democrat pe Victor Ciobanu, care până la acest moment era vicepreședinte,e al PPCD și liderul al organizației de tineret a PPCD „Noua Generație”. La conducerea formațiunii au fost aleși reprezentanții aripei tinere a partidului, care au aderat la PPCD în timpul manifestațiilor de protest anticomuniste din 2002. În funcțiile de vicepreședinții al partidului au fost promovați Ghenadie Vaculovschi, Igor Ciuru, Radu Bușilă, Sergiu Rabei, Dragoș Grosu ș.a., iar în funcția de secretar general a fost reales Dinu Țurcanu. Congresul a instituit o nouă funcție – cea de președinte de onoare al formațiunii, în care a fost ales fostul deținut politic Ion Moraru.
La 16 ianuarie 2012 a fost constituit Comitetul pentru Apărarea Constituției și a Democrației. Din partea comitetului au făcut parte fostul președinte al PPCD, Iurie Roșca, fost reprezentant al Republicii Moldova la Consiliul Europei și ONU Alexei Tulbure, fostul ministru al securității naționale Anatol Plugaru, fost membru al Comisiei Electorale Centrale Pavel Midrigan, vicepreședinte al PPCD Radu Bușilă, fost viceprimar al municipiului Chișinău Alexandru Corduneanu ș.a. Membrii CACD au cerut demisia președintelui interimar Marian Lupu, a Guvernului și a majorității parlamentare, organizarea alegerilor parlamentare anticipate, demisia conducerii Comisiei Electorale Centrale și a președintelui Curții Constituționale, Alexandru Tănase. Protestele au durat timp de o lună (din 22 ianuarie până la 27 februarie 2012).
Între anii 2012–2014 Partidul Popular Creștin Democrat dispare din viața politică activă. Relansarea pe scena politică a PPCD are loc în vara anului 2014, înainte de alegerile parlamentare din noiembrie 2014. Partidul prezintă o siglă nouă (sabia pe fundal kaki, însoțită de textul „Planul Roșca”), și un program nou, bazat pe valorile creștin-ortodoxe și tradiționaliste: credința, unitate națională, patriotism economic și neutralitate permanentă. Cu toate acestea, la alegerile parlamentare din 30 noiembrie 2014 partidul nu a trecut pragul electoral, obținând 11.782 de voturi (0,74%). PPCD a avut cele mai bune rezultate în Chișinău (1,10%) și Bălți (0,97%), iar cele mai slabe în UTA Găgăuzia (0,28%).

## Rezultate electorale

### Alegeri parlamentare
| Anul alegerilor | voturi  | % din voturile tot. | mandate obținute | +/-  |
| --------------- | ------- | ------------------- | ---------------- | ---- |
| 1994            | 133.606 | 7,53                | 8 / 101          |      |
| 1998            | 315.206 | 19,42               | 8 / 101          | ▬    |
| 2001            | 130.810 | 8,24                | 11 / 101         | ▲ 3  |
| 2005            | 141.341 | 9,07                | 11 / 101         | ▬    |
| aprilie 2009    | 46.654  | 3,04                | 0 / 101          | ▼ 11 |
| iulie 2009      | 30.236  | 1,91                | 0 / 101          | ▬    |
| 2010            | 9.038   | 0,53                | 0 / 101          | ▬    |
| 2014            | 11.782  | 0,74                | 0 / 101          | ▬    |

### Alegeri locale

#### Consilii raionale și municipale
| Anul alegerilor | voturi  | % din voturile tot. | mandate obținute | +/-  |
| --------------- | ------- | ------------------- | ---------------- | ---- |
| 1999            | 93.979  | 7.72                | 24 / 312         |      |
| 2003            | 109.822 | 8.87                | 82 / 1126        |      |
| 2007            | 97.929  | 8.50                | 98 / 1103        | ▲ 16 |
| 2011            | 16.053  | 1.16                | 5 / 1120         | ▼ 93 |

#### Consilii orășenești și sătești
| Anul alegerilor | voturi | % din voturile tot. | mandate obținute | +/-   |
| --------------- | ------ | ------------------- | ---------------- | ----- |
| 1999            | 68.604 | 6.21                | 341 / 6105       |       |
| 2003            | 66,958 | 6.35                | 570 / 10841      |       |
| 2007            | 82.654 | 8.17                | 814 / 10621      | ▲ 244 |
| 2011            | 12.389 | 1.12                | 75 / 10630       | ▼ 739 |

#### Primari
| Anul alegerilor | primari | % din tot. primar. | mandate obținute | +/-  |
| --------------- | ------- | ------------------ | ---------------- | ---- |
| 1999            | 24      | 3.82               | 24 / 628         |      |
| 2003            | 20      | 2.23               | 20 / 628         | ▼ 4  |
| 2007            | 59      | 6.58               | 59 / 895         | ▲ 39 |
| 2011            | 6       | 0.67               | 6 / 898          | ▼ 53 |

Parlamentare 1994
Parlamentare 1998
Parlamentare 2001
Locale 2003
Parlamentare 2005
Locale 2007